# Epirhyssa atra
Epirhyssa atra är en stekelart som först beskrevs av Kamath och Gupta 1972.  Epirhyssa atra ingår i släktet Epirhyssa och familjen brokparasitsteklar. Utöver nominatformen finns också underarten E. a. maculiscuta.